# Icimauna sarauaia
Icimauna sarauaia là một loài bọ cánh cứng trong họ Cerambycidae.